# Депортіво Еускаді
«Депортіво Еускаді» (ісп. Club Deportivo Euzkadi) — футбольний клуб з Мехіко. Віце-чемпіон Мексики 1939 року.

## Історія
У липні 1936 року в Іспанії почалася громадянська війна. Демократичний уряд не мав достатньо коштів для забезпечення сімей загиблих воїнів. Щоб якось покращити цю ситуацію, було створено команду з баскських футболістів. До її складу увійшли: воротарі — Грегоріо Бласко, Рафаель Егускіса («Аренас»); захисники — Педро Аресо («Барселона»), Серафін Аедо, Анхель Субієта; півзахисники — Хосе Мугерса, Леонардо Сілауррен, Роберто Ечебаррія («Атлетік»), Педро Регейро, Пабло Баркос; нападники — Ісідро Лангара, Гільєрмо Горостіса («Атлетік»), Енріке Ларрінага, Луїс Регейро, Еміліо Алонсо і Хосе Ірарагоррі. Шестеро гравців — Мугерса, Сілауррен, Лангара, Горостіса, Ірарагоррі і Луїс Регейро — були учасниками чемпіонату світу 1934 року. Очолював команду Педро Вальяна, срібний призер Олімпійських ігор 1920 року.
Збірна Країни Басків провела низку матчів у Франції, Чехословаччині, Польщі, СРСР, Норвегії та Данії. 15 липня баски провели поєдинок у Києві з «динамівцями». Гра завершилася перемогою гостей з рахунком 3:1, хет-триком відзначився Ісідро Лангара, єдиний м'яч у господарів забив Віктор Шиловський. Загалом, з радянськими командами зіграли дев'ять матчів: у семи здобули перемоги, одна гра завершилася внічию і одна поразка. Різниця забитих і пропущених м'ячів — 32:17; у басків забивали: Лангара — 17, Луїс Регейро, Горостіса, Ларрінага — по 3, Педро Регейро, Ечебаррія, Ірарагоррі, Алонсо, Сілауррен — по 1.
Команда повернулася до Франції, де отримала сумну звістку — війська генерала Франко захопили Більбао. Баски вирішили продовжити турне за океаном. У цей час до Іспанії повернулися Роберто Ечебаррія і Гільєрмо Горостіса. Водночас, до складу збірної Країни Басків приєдналися Ігнасіо Агірресебала, Томас Агірре і Хосе Уркіола.
У другій частині турне баски виступали в Мексиці, Кубі і країнах Південної Америки. Восени 1938 року, під назвою «Депортіво Еускаді», збірна взяла участь в чемпіонаті Мексики. По завершенні сезону була розформована.

## Матчі
| №  | Дата       | Стадіон         | Суперник       | Рахунок | Автори голів                               |
| -- | ---------- | --------------- | -------------- | ------- | ------------------------------------------ |
| 1  | 27.11.1938 | «Парк Еспанья»  | «Америка»      | 3 : 2   | ?                                          |
| 2  | 4.12.1938  | «Парк Некакса»  | «Атланте»      | 7 : 1   | ?                                          |
| 3  | 18.12.1938 | «Парк Некакса»  | «Марте»        | 7 : 1   | ?                                          |
| 4  | 15.01.1939 | «Парк Некакса»  | «Некакса»      | 2 : 5   | ?                                          |
| 5  | 29.01.1939 | «Парк Астуріас» | «Астуріас»     | 5 : 4   | ?                                          |
| 6  | 5.02.1939  | «Парк Астуріас» | «Реал Еспанья» | 5 : 1   | Лангара (5)                                |
| 7  | 19.02.1939 | «Парк Астуріас» | «Америка»      | 1 : 2   | Лангара                                    |
| 8  | 5.03.1939  | «Парк Астуріас» | «Атланте»      | 4 : 2   | Ларрінага, П. Регейро, Лангара, Л. Регейро |
| 9  | 12.03.1939 | «Парк Еспанья»  | «Марте»        | 2 : 3   | ?                                          |
| 10 | 23.04.1939 | «Парк Некакса»  | «Некакса»      | 3 : 2   | Л. Регейро, Алонсо, де лос Херос           |
| 11 | 30.04.1939 | «Парк Некакса»  | «Астуріас»     | 3 : 3   | Лангара, Алонсо, Ірарагоррі                |
| 12 | 7.05.1939  | «Парк Некакса»  | «Реал Еспанья» | 2 : 7   | Лангара, Ірарагоррі                        |

## Таблиця
Підсумкова турнірна таблиця:
| М | Команда        | І  | В | Н | П | РМ      | О  |
| - | -------------- | -- | - | - | - | ------- | -- |
| 1 | «Астуріас»     | 12 | 7 | 2 | 3 | 32 — 24 | 16 |
| 2 | «Еускаді»      | 12 | 7 | 1 | 4 | 44 — 33 | 15 |
| 3 | «Америка»      | 12 | 5 | 3 | 4 | 31 — 26 | 13 |
| 5 | «Некакса»      | 12 | 5 | 2 | 5 | 32 — 31 | 12 |
| 3 | «Реал Еспанья» | 12 | 5 | 1 | 6 | 41 — 37 | 13 |
| 6 | «Марте»        | 12 | 4 | 1 | 7 | 24 — 33 | 9  |
| 7 | «Атланте»      | 12 | 3 | 1 | 8 | 22 — 42 | 7  |

## Склад
| Поз. | Гравець             | Ігри | Голи | Попередній клуб | Наступний клуб   |
| ---- | ------------------- | ---- | ---- | --------------- | ---------------- |
| ВР   | Грегоріо Бласко     | 12   | 0    | «Атлетік»       | «Реал Еспанья»   |
| ЗХ   | Серафін Аедо        | 10   | 0    | «Реал Бетіс»    | «Реал Еспанья»   |
| ЗХ   | Пабло Баркос        |      |      | «Баракальдо»    | «Реал Еспанья»   |
| ЗХ   | Анхель Субієта      |      |      | «Атлетік»       | «Сан-Лоренсо»    |
| ПЗ   | Леонардо Сілауррен  | 12   | 0    | «Атлетік»       | «Рівер Плейт»    |
| ПЗ   | Хосе Мугерса        |      |      | «Атлетік»       | завершив виступи |
| ПЗ   | Педро Регейро       | 7    |      | «Реал» (Мадрид) | «Астуріас»       |
| ПЗ   | Фелікс де лос Херос | 6    | 5    | «Барселона»     | «Реал Еспанья»   |
| ПЗ   | Томас Агірре        |      |      | «Нім Олімпік»   | «Астуріас»       |
| НП   | Еміліо Алонсо       |      |      | «Реал» (Мадрид) | «Сан-Лоренсо»    |
| НП   | Ісідро Лангара      | 8    | 17   | «Ов'єдо»        | «Сан-Лоренсо»    |
| НП   | Луїс Регейро        |      |      | «Реал» (Мадрид) | «Астуріас»       |
| НП   | Хосе Ірарагоррі     |      |      | «Атлетік»       | «Сан-Лоренсо»    |
| НП   | Енріке Ларрінага    |      |      | «Расінг»        | «Астуріас»       |
| НП   | Хосе Уркіола        |      |      | «Атлетіко»      | «Реал Еспанья»   |